# Alvar Aalto
Alvar Henrik Hugo Aalto, finski arhitekt in oblikovalec, * 3. februar 1898, Kuortane (tedaj Rusija, danes Finska), † 11. maj 1976, Helsinki. 
Leta 1921 je diplomiral iz arhitekture na Visoki politehnični šoli v Otaniemiju. Najprej je delal v Jyväskyläju, nato v Turkuju, od 1933 v Helsinkih. Mednarodno pozornost je vzbudil s finskim paviljonom na pariški razstavi leta 1937. V letih 1940-48 je bil gostujoči profesor na MIT v Cambridgeu (ZDA). Velja za enega najpomembnejših arhitektov 20. stoletja in glavnega predstavnika t. i. organske arhitekture. V projektih je združil izraziti funkcionalizem z mehkimi linijami in toplino, ki jo je dosegel tudi s poudarjeno uporabo lesa pri notranji opremi. V letih 1963-1968 je bil predsednik Finske akademije. Med njegova pomembnejša dela sodijo finski paviljon na svetovni razstavi v New Yorku (1939), univerzitetni središči Otaniemi (1949-55) in Jyväskylä (1952-57), stanovanjski kompleks v Bremnu (1962-63), cerkev v Bologni (1966), Kulturni center dvorana Finlandia v Helsinkih (1967-75) in operno gledališče v Essnu (projekt 1959, dograjeno 1988). Oblikoval je tudi pohištvo.

## Življenjepis
Hugo Alvar Henrik Aalto se je rodil v Kuortaneju na Finskem. Njegov oče Johan Henrik Aalto je bil finsko govoreči geodet, njegova mati Selma Matilda Selly (rojena Hackstedt) pa je bila švedsko govoreča poštarica. Ko je bil Aalto star 5 let, se je družina preselila v Alajärvi, od tam pa v Jyväskylä v Osrednji Finski.
Študiral je na šoli Jyväskylä Lyceum, kjer je leta 1916 končal osnovno izobraževanje, in se učil risanja pri lokalnem umetniku Jonasu Heiski. Leta 1916 se je nato vpisal na študij arhitekture na Tehnični univerzi v Helsinkih. Njegov študij je prekinila finska državljanska vojna, v kateri se je boril. Boril se je na strani Bele armade in se boril v bitki pri Länkipohji in bitki pri Tampereju.
Svoje prvo arhitekturno delo je zgradil že kot študent; hišo za njegove starše v Alajärviju. Kasneje je nadaljeval šolanje in diplomiral leta 1921. Poleti 1922 je začel služiti vojaški rok, končal šolanje rezervnih častnikov Hamina in bil junija 1923 povišan v rezervnega poročnika.
Leta 1920, ko je bil študent, je Aalto prvič potoval v tujino in sicer prek Stockholma v Göteborg, kjer je za kratek čas našel delo pri arhitektu Arvidu Bjerkeju. Leta 1922 je ustvaril svoje prvo samostojno delo na industrijski razstavi v Tampereju. Leta 1923 se je vrnil v Jyväskylä, kjer je odprl arhitekturni biro pod imenom Alvar Aalto, arhitekt in monumentalni umetnik. Takrat je pisal članke za časopis Jyväskylä Sisä-Suomi pod psevdonimom Remus. V tem času je zasnoval številne majhne enodružinske hiše v Jyväskylä, delovna obremenitev pisarne pa se je vztrajno povečevala.
6. oktobra 1924 se je Aalto poročil z arhitektko Aino Marsio. Njuno poročno potovanje v Italijo je bilo Aaltovo prvo potovanje tja, čeprav je bila Aino že prej tam na študijskem potovanju. Zadnje skupno potovanje je zapečatilo intelektualno vez s kulturo sredozemske regije, ki je Aaltu ostala pomembna za vse življenje.
Po vrnitvi so nadaljevali z več lokalnimi projekti, predvsem Delavskim klubom Jyväskylä, ki je vključeval številne motive, ki so jih preučevali med potovanjem, predvsem dekoracije Festivalne dvorane po vzoru Rucellaijeve grobnice v Firencah Leona Battiste Albertija. Po zmagi na arhitekturnem natečaju za stavbo Jugozahodne finske kmetijske zadruge leta 1927 sta Aaltova preselila svojo pisarno v Turku. Pred selitvijo sta navezala stik z najnaprednejšim mestnim arhitektom Erikom Bryggmanom. Z njim so začeli sodelovati, predvsem na sejmu v Turkuju 1928–29. Aaltov biograf Göran Schildt je trdil, da je bil Bryggman edini arhitekt, s katerim je Aalto enakovredno sodeloval. Zaradi vse večjega obsega dela v finski prestolnici se je biro  leta 1933 znova preselil v Helsinke.
Aaltova sta načrtovala in zgradila skupno hišo-pisarno (1935–36) zase v Munkkiniemiju v Helsinkih, kasneje (1954–56) pa sta dala v isti soseski postaviti namensko zgrajeno pisarno – zdaj je prva »domači muzej« slednja pa prostori Akademije Alvar Aalto. Leta 1926 je mladi Aalto zasnoval in zase zgradil poletno kočo v Alajärviju, Villa Flora.
Aino in Alvar sta imela dva otroka, hčerko Johanno "Hanni" (poročena Alanen; rojena 1925) in sina Hamilkarja Aalta (rojen 1928). Aino Aalto je leta 1949 umrla za rakom.
Leta 1952 se je Aalto poročil z arhitektko Elisso Mäkiniemi (umrla 1994). Leta 1952 je zasnoval in zgradil poletno kočo, tako imenovano Eksperimentalno hišo, zase in za svojo drugo ženo, zdaj Elisso Aalto, v Muuratsalu na osrednjem Finskem. Alvar Aalto je umrl 11. maja 1976 v Helsinkih in je pokopan na pokopališču Hietaniemi v Helsinkih. Elissa Aalto je postala direktorica ordinacije in vodila pisarno od leta 1976 do 1994. Leta 1978 je Muzej finske arhitekture v Helsinkih pripravil veliko razstavo Aaltovih del.

## Arhitekturna kariera

### Zgodnja kariera: klasicizem
Čeprav ga včasih štejejo za enega prvih in najvplivnejših arhitektov nordijskega modernizma, natančnejši pregled razkrije, da je Aalto (ko je bil pionir na Finskem) pozorno spremljal in imel osebne stike z drugimi pionirji na Švedskem, zlasti z Gunnarjem Asplundom in Svenom Markeliusom. Njim in mnogim drugim pripadnikom te generacije v nordijskih državah sta bila skupna klasična izobrazba in pristop k klasični arhitekturi, ki jo zgodovinarji zdaj imenujejo nordijski klasicizem. To je bil slog, ki je bil reakcija na prejšnji prevladujoči slog nacionalne romantike, preden se je v poznih 1920-ih premaknil proti modernizmu.
Po vrnitvi v Jyväskylä leta 1923, da bi ustanovil lasten arhitekturni biro, je Aalto zasnoval več enodružinskih hiš, zasnovanih v slogu nordijskega klasicizma. Na primer graščini podobna hiša za materinega bratranca Terho Mannerja v Töysi (1923), poletna vila za glavnega policista Jyväskylä (prav tako iz leta 1923) in kmečka hiša Alatalo v Tarvaali (1924). V tem obdobju je dokončal svoje prve javne stavbe, Delavski klub Jyväskylä leta 1925, stavba obrambnega korpusa Jyväskylä leta 1926 in stavbo civilne straže Seinäjoki leta 1924–29. Prijavil se je na več arhitekturnih natečajev za prestižna državna javna naročila stavb na Finskem in v tujini. To je vključevalo dva natečaja za stavbo Finskega parlamenta v letih 1923 in 1924, prizidek Univerze v Helsinkih leta 1931 in stavbo za namestitev Društva narodov v Ženevi v Švici v letih 1926–27.
Aaltova prva zasnova cerkve, ki je bila dokončana, cerkev Muurame, ponazarja njegov prehod iz nordijskega klasicizma v funkcionalizem.
To je bilo obdobje, ko je bil Aalto najbolj ploden v svojem pisanju, s članki za strokovne revije in časopise. Med njegovimi najbolj znanimi eseji iz tega obdobja so Urbana kultura (1924), Tempeljske kopeli na grebenu Jyväskylä (1925), Pridiga Abbeja Coignarda (1925) in Od praga do dnevne sobe (1926).

### Zgodnja kariera: funkcionalizem
Premik v Aaltovem oblikovalskem pristopu od klasicizma k modernizmu pooseblja knjižnica Viipuri v Viborgu (1927–35), ki je šla skozi transformacijo iz prvotno klasičnega natečajnega predloga v dokončano visokomodernistično stavbo. Njegov humanistični pristop je v knjižnici v celoti razviden: notranjost prikazuje naravne materiale, tople barve in valovite linije. Zaradi težav s financiranjem, ki jih je povečala sprememba lokacije, je projekt trajal osem let. V tem času je Aalto zasnoval standardno stanovanjsko stavbo (1928–29) v Turkuju, stavbo Turun Sanomat (1929–30) in sanatorij Paimio (1929–32), ki ju je zasnoval v sodelovanju s svojo prvo ženo Aino Aalto. Številni dejavniki so prispevali k Aaltovemu premiku k modernizmu: njegova večja seznanjenost z mednarodnimi trendi, kar so olajšala njegova potovanja po Evropi; možnost eksperimentiranja z betonsko montažo v standardni stanovanjski stavbi; najsodobnejši formalni jezik stavbe Turun Sanomat, ki ga je navdihnil Le Corbusier; in Aaltova uporaba tako v sanatoriju Paimio kot pri oblikovanju knjižnice v teku. Čeprav sta stavba Turun Sanomat in sanatorij Paimio sorazmerno čisti modernistični deli, sta nosili seme njegovega prevpraševanja tako ortodoksnega modernističnega pristopa in prehoda k bolj drzni, sintetični drži. Poudarjeno je bilo, da je načelo načrtovanja za sanatorij Paimio – razprta krila – zadolžil sanatorij Zonnestraal (1925–31) Jana Duikerja, ki ga je Aalto obiskal med gradnjo. Medtem ko ti zgodnji funkcionalisti nosijo znake vplivov Le Corbusiera, Walterja Gropiusa in drugih ključnih modernističnih osebnosti srednje Evrope, je Aalto kljub temu začel kazati svojo individualnost v odmiku od takih norm z uvedbo organskih referenc.
Prek Svena Markeliusa je Aalto postal član Congres Internationaux d'Architecture Moderne (CIAM), udeležil se je drugega kongresa v Frankfurtu leta 1929 in četrtega kongresa v Atenah leta 1933, kjer je vzpostavil tesno prijateljstvo z Lászlom Moholy-Nagyjem, Sigfriedom Giedion in Philipom Morton Shandom. V tem času je pozorno spremljal delo glavne sile novega modernizma, Le Corbusierja, ki ga je v naslednjih letih večkrat obiskal v njegovi pariški pisarni.
Šele po dokončanju sanatorija Paimio (1932) in knjižnice Viipuri (1935) je Aalto prvič dosegel svetovno pozornost v arhitekturi. Njegov ugled je narasel v ZDA po povabilu za retrospektivno razstavo njegovih del v Museum of Modern Art (MOMA) v New Yorku leta 1938. (To je bil njegov prvi obisk v ZDA.) Razstava, ki je kasneje šla na turnejo po 12 mestih po državi, je bila mejnik: Aalto je bil drugi arhitekt v zgodovini – za Le Corbusierjem –, ki je imel samostojno razstavo v muzeju. Njegov ugled je v ZDA narasel po kritičnem sprejemu njegove zasnove za finski paviljon na svetovni razstavi v New Yorku leta 1939, ki jo je Frank Lloyd Wright opisal kot »genialno delo«. Lahko bi rekli, da je bil Aaltov mednarodni sloves zapečaten z njegovo vključitvijo v drugo izdajo vplivne knjige Sigfrieda Giediona o modernistični arhitekturi, Prostor, čas in arhitektura: rast nove tradicije (1949), v kateri je Aalto prejel več pozornosti kot katerega koli drugega modernističnega arhitekta, vključno z Le Corbusierjem. V svoji analizi Aalta je Giedion dal prednost lastnostim, ki odstopajo od neposredne funkcionalnosti, kot so razpoloženje, vzdušje, intenzivnost življenja in celo nacionalne značilnosti, ter izjavil, da »Finska z Aaltom, gre kamor koli«.

### Srednja kariera: eksperimentiranje
V 1930-ih je Alvar nekaj časa eksperimentiral z laminiranim lesom, kiparstvom in abstraktnim reliefom, za katerega so značilne nepravilne ukrivljene oblike. Z uporabo tega znanja je lahko rešil tehnične probleme v zvezi s prožnostjo lesa, hkrati pa je v svojih načrtih obravnaval prostorska vprašanja. Aaltove zgodnje poskuse z lesom in njegov odmik od purističnega modernizma so preizkusili v grajeni obliki z naročilom za oblikovanje vile Mairea (1939) v Noormarkkuju, luksuznega doma mladega industrialca Harryja in Maire Gullichsen. Glavna stranka je bila Maire Gullichsen, ki je pri oblikovanju tesno sodelovala ne le z Alvarjem, ampak tudi z Aino Aalto, ki ju je spodbujala, naj bosta bolj drzna pri svojem delu. Stavba oblikuje U-obliko okoli osrednjega notranjega 'vrta', katerega osrednja značilnost je ledvičast bazen. Ob bazenu je savna, urejena v rustikalnem slogu, ki spominja na finske in japonske precedense. Zasnova hiše je sinteza številnih slogovnih vplivov, od tradicionalnega finskega jezika do purističnega modernizma, pa tudi vplivov angleške in japonske arhitekture. Medtem ko je hiša očitno namenjena premožni družini, je Aalto kljub temu trdil, da je to tudi poskus, ki bi se izkazal za uporabnega pri oblikovanju množičnih stanovanj.
Njegova večja slava je vodila do ponudb in naročil zunaj Finske. Leta 1941 je sprejel povabilo kot gostujoči profesor na Massachusetts Institute of Technology v ZDA. Med drugo svetovno vojno se je vrnil na Finsko, da bi vodil Urad za obnovo. Po vojni se je vrnil na MIT, kjer je zasnoval študentski dom Baker House, dokončan leta 1949. Dormitorij je obkrožal reko Charles, njegova valovita oblika pa je vsakemu stanovalcu omogočala največji razgled in prezračevanje. To je bila prva stavba Aaltovega obdobja rdeče opeke. Prvotno uporabljena v Baker House za označevanje univerzitetne tradicije Ivy League, jo je Aalto po vrnitvi na Finsko uporabljal v številnih ključnih stavbah, predvsem v več stavbah v novem kampusu tehnološke univerze v Helsinkih (začetek leta 1950), Mestni hiši Säynätsalo (1952), Helsinškem pokojninskem inštitutu (1954), Helsinški hiši kulture (1958), pa tudi v lastni poletni hiši, Eksperimentalni hiši v Muuratsalu (1957).
V 1950-ih se je Aalto posvetil kiparjenju, raziskovanju lesa, brona, marmorja in mešanih medijev. Med pomembnimi deli iz tega obdobja je njegov spomenik iz leta 1960 bitki pri Suomussalmiju. Stoji na bojišču in je sestavljen iz prislonjenega bronastega stebra na podstavku.

### Zrela kariera: monumentalizem
Med Aaltovimi deli od zgodnjih 1960-ih do njegove smrti leta 1976 so bili najpomembnejši njegovi projekti v Helsinkih, zlasti ogromen mestni načrt za praznino v središču Helsinkov ob zalivu Töölö in velika železniška postajališča, območje, označeno na robovih z pomembne stavbe, kot sta Narodni muzej in glavna železniška postaja, delo Eliela Saarinena. V svojem mestnem načrtu je Aalto predlagal linijo ločenih z marmorjem obloženih stavb ob zalivu, v katerih bi bile različne kulturne ustanove, vključno s koncertno dvorano, opero, arhitekturnim muzejem in sedežem finske akademije. Shema se je razširila tudi v okrožje Kamppi z nizom visokih pisarniških blokov. Aalto je svojo vizijo prvič predstavil leta 1961, vendar je šla skozi različne modifikacije v zgodnjih 1960-ih letih. Realizirana sta bila le dva delčka celotnega načrta: koncertna dvorana Finlandija (1976) ob zalivu Töölö in poslovna stavba v okrožju Kamppi za Helsinško elektro podjetje (1975). Aalto je uporabil tudi Miesov formalni jezik geometrijskih mrež, ki se uporablja v teh stavbah za druga mesta v Helsinkih, vključno s stavbo sedeža Enso-Gutzeit (1962), Academic Bookstore (1962) in stavbo SYP Bank (1969).
Po Aaltovi smrti leta 1976 je njegova pisarna nadaljevala z delovanjem pod vodstvom njegove vdove Elisse, ki je nadzorovala dokončanje že načrtovanih del (do neke mere), med njimi mestnega gledališča Jyväskylä in operne hiše Essen. Od smrti Elisse Aalto je pisarna še naprej delovala kot Akademija Alvar Aalto, kjer svetuje pri obnovi Aaltovih stavb in ureja obsežne arhive biroja.

## Kariera pohištva
Čeprav je bil Aalto znan po svoji arhitekturi, so bili njegovi modeli pohištva občudovani in so še danes priljubljeni. Študiral je pri arhitektu in oblikovalcu Josefu Hoffmannu na Wiener Werkstätte in nekaj časa delal pri Elielu Saarinenu. Navdih je črpal tudi pri podjetju Gebrüder Thonet. V poznih 1920-ih in 1930-ih letih je tesno sodeloval z Aino Aalto pri oblikovanju pohištva, kar je deloma posledica njegove odločitve, da oblikuje številne posamezne kose pohištva in svetil za sanatorij Paimio. Posebej pomembno je bilo eksperimentiranje Aaltovih s stoli iz upognjene vezane plošče, predvsem s tako imenovanim stolom Paimio, zasnovanim za bolnike s tuberkulozo, in stolom za zlaganje Model 60. Aalto je skupaj s promotorko vizualnih umetnosti Maire Gullichsen in umetnostnim zgodovinarjem Nils-Gustavom Hahlom leta 1935 ustanovil podjetje Artek, ki naj bi prodajalo izdelke Aalto, a je tudi uvažalo kose drugih oblikovalcev. Aalto je postal prvi oblikovalec pohištva, ki je uporabil princip konzole pri oblikovanju stolov z uporabo lesa.

## Nagrade
Aaltove nagrade so vključevale medaljo princa Eugena leta 1954, kraljevo zlato medaljo za arhitekturo Kraljevega inštituta britanskih arhitektov leta 1957 in zlato medaljo Ameriškega inštituta arhitektov leta 1963. Izvoljen je bil za tujega častnega člana Ameriške akademije za Umetnost in znanost leta 1957. Bil je tudi član Finske akademije in njen predsednik od 1963 do 1968. Od 1925 do 1956 je bil član Congrès International d'Architecture Moderne. Leta 1960 je prejel častni doktorat na Norveški univerzi za znanost in tehnologijo (NTNU).

## Dela
Aaltova kariera zajema spremembe v slogu od (nordijskega klasicizma) do purističnega modernizma v mednarodnem slogu do bolj osebnega, sintetičnega in samosvojega modernizma. Aaltovo široko področje oblikovalske dejavnosti sega od obsežnih projektov, kot sta urbanistično načrtovanje in arhitektura, do bolj intimnega, človeškega dela na področju notranje opreme, oblikovanja pohištva in steklenih izdelkov ter slikanja. Ocenjuje se, da je Aalto v svoji celotni karieri zasnoval več kot 500 posameznih stavb, od katerih jih je bilo zgrajenih približno 300. Velika večina jih je na Finskem. Ima tudi nekaj stavb v Franciji, Nemčiji, Italiji in ZDA.
Na Aaltovo delo z lesom so vplivali zgodnji skandinavski arhitekti. Njegovi eksperimenti in drzni odmiki od estetskih norm so opozorili na njegovo sposobnost, da iz lesa naredi stvari, ki jih prej ni storil. Njegove tehnike v načinu rezanja bukovega lesa, na primer, in sposobnost uporabe vezanega lesa kot strukturnega elementa ob hkratnem izkoriščanju njegovih estetskih lastnosti, so bili hkrati tehnično inovativni in umetniško navdahnjeni. Drugi primeri njegove senzibilnosti za premikanje meja vključujejo navpično postavitev grobo obdelanih hlodov v njegovem paviljonu na razstavi Lapua, oblikovni element, ki spominja na srednjeveško barikado. Na orkestrski ploščadi v Turkuju in pariški svetovni razstavi je uporabil deske različnih velikosti in oblik. Tudi v Parizu (in v vili Mairea) je uporabil brezove deske v navpični postavitvi. Njegova knjižnica Viborg, zgrajena v takratnem Viipuriju (po sovjetski priključitvi leta 1944 je postal Viborg), je cenjena zaradi osupljivega stropa z valovitimi valovi rdečega bora (ki raste v regiji). Pri svoji strehi je ustvaril ogromne razpone (51 m na pokritem stadionu v Otaniemiju), vse brez veznih palic. V stopnišču v vili Mairea vzbuja občutek naravnega gozda tako, da v stebre veže bukov les z vrvico.
Aalto je trdil, da njegove slike niso bile narejene kot posamezna umetniška dela, ampak kot del njegovega procesa arhitekturnega oblikovanja, in številni njegovi majhni kiparski poskusi z lesom so privedli do poznejših večjih arhitekturnih podrobnosti in oblik. Ti poskusi so privedli tudi do številnih patentov: leta 1932 je na primer izumil novo obliko pohištva iz laminiranega upognjenega vezanega lesa (ki je bilo patentirano leta 1933). Na njegovo eksperimentalno metodo so vplivala njegova srečanja z različnimi člani oblikovalske šole Bauhaus, zlasti z Lászlójem Moholy-Nagyjem, ki ga je prvič srečal leta 1930. Aaltovo pohištvo je bilo leta 1935 razstavljeno v Londonu, kar je poželo veliko odobravanje kritikov. Da bi zadovoljil povpraševanje potrošnikov, je Aalto istega leta skupaj z ženo Aino, Maire Gullichsen in Nils-Gustavom Hahlom ustanovil podjetje Artek. Steklenino Aalto (Aino in Alvar) izdeluje Iittala.
Aaltov 'High Stool' in 'Stool E60' (proizvajalec Artek) se trenutno uporabljata v trgovinah Apple Store po vsem svetu kot sedež za stranke. Tabureji, prevlečeni s črnim lakom, se uporabljajo za posedanje strank v 'Genius Baru' in tudi v drugih prostorih trgovine, ko je sedež potreben za delavnico o izdelku ali poseben dogodek. Aalto je prav tako vplival na sodobno umetnost, ki je pritegnila pozornost Fincev, zlasti na delo njegovih prijateljev Alexandra Milna Calderja in Fernanda Légerja.
- Paimio stol
- Model 60 tabure za zlaganje
- Fotelj 400 s krznom severnega jelena
- Muzej moderne umetnosti KUNSTEN Aalborg, Danska (1958–72)
- Alvar Aalto upodobljen na znamki, izdani leta 1976

## Spominska obeležja
Aalta so obeležili na več načinov:
- Alvar Aalto je eponim za mednarodno nagrado za arhitekturo Alvar Aalto Medal.
- Aalto je bil predstavljen v bankovcu za 50 mk v zadnji seriji finske marke (pred zamenjavo z evrom leta 2002).
- Stoletnico Aaltovega rojstva leta 1998 na Finskem niso zaznamovali le z več knjigami in razstavami, temveč tudi s promocijo posebej ustekleničenega rdečega in belega vina Aalto ter posebej oblikovanega kolačka.
- Leta 1976, v letu njegove smrti, je bil Aalto obeležen na finski poštni znamki.
- Piazza Alvar Aalto, trg, poimenovan po Aaltu, je v poslovnem okrožju Porta Nuova v Milanu v Italiji.
- Univerza Aalto, finska univerza, ustanovljena z združitvijo Helsinške tehnološke univerze, Helsinške ekonomske šole in TaiK leta 2010, je poimenovana po Alvarju Aaltu.
- Alvar Aallon katu (Ulica Alvar Aalto) je mogoče najti v petih različnih finskih mestih: Helsinki, Jyväskylä, Oulu, Kotka in Seinäjoki.
- Leta 2017 je muzej Alvar Aalto ustanovil Alvar Aalto Cities, to je mrežo mest, ki vsebujejo stavbe Alvarja Aalta.[29] Cilj mreže je povečati ozaveščenost o Aaltovem delu tako na Finskem kot v tujini. Upamo, da bomo z združitvijo moči na področju komuniciranja in trženja izboljšali prepoznavnost in dostopnost razstav, turističnih znamenitosti in dogodkov. Do danes so člani omrežja mesta: Aalborg, Alajärvi, Espoo, Eura, Hamina, Helsinki, Imatra, Jyväskylä, Järvenpää, Kotka, Kouvola, Lahti, Oulu, Paimio, Pori, Raseborg, Rovaniemi, Seinäjoki, Turku, Vantaa in Varkaus. Ocenjuje se, da bi bilo skupaj 40 mest po vsem svetu, ki bi se kvalificirala za mesto Alvarja Aalta.